# Lagoas da Nova Caledónia
As lagoas da Nova Caledonia são formadas pela segunda maior barreira de corais do mundo, só perdendo para a Grande Barreira de Corais na Austrália.  Localizadas na Nova Caledónia, uma possessão francesa.
A Barreira de Recifes da Nova Caledónia ao redor de Grande Terre, a maior ilha da Nova Caledónia, bem como a Ile des Pins e muitas outras pequenas ilhas, chegam a alcançar mais de 1500 Km de extensão. Os recifes formam lagoas de 24 Km2, com profundidade média de 25 m. A extensão noroeste atinge as Ilhas Belep e outros cayos de areia. Muitas passagens naturais levam ao oceano. A Passagem Boulari, que leva à Noumea, capital e principal porto da Nova Caledónia, possui o Farol Amédée.
Os recifes acomodam uma grande variedade de espécies com alto nível de endemia, e é lar do dugongo, bem como um importante local de aninhamento da Tartaruga-verde.
A maioria dos recifes estão em boas condições. Alguns recifes da região leste foram danificados pela extração de níquel da região de Grande Terre. Sedimentação graças a mineração e agricultura tem afetado muito os recifes próximos das bocas de rio, o que foi piorado graças a destruição dos manguezais, que ajuda a reter os sedimentos. Alguns recifes foram enterrados sob muitos metros de silte.
Nas Lagoas da Nova Caledónia há muitas espécies marinhas que vão desde o plâncton a peixes grandes e até mesmo tubarões.

## Patrimônio Mundial
Em janeiro de 2002 o governo francês propôs à UNESCO a inclusão dos recifes da Nova Caledónia como Patrimônio Mundial. A UNESCO listou os recifes com o nome de Lagoas da Nova Caledónia: Diversidade de Recifes e Ecossistemas Associados em 7 de julho de 2008. As Lagoas foram inclusas em três categorias:
1. Fenômeno natural superlativo ou beleza natural
2. Processos biológicos e ecológicos ativos
3. Diversidade biológica e espécies ameaçadas

## Galeria

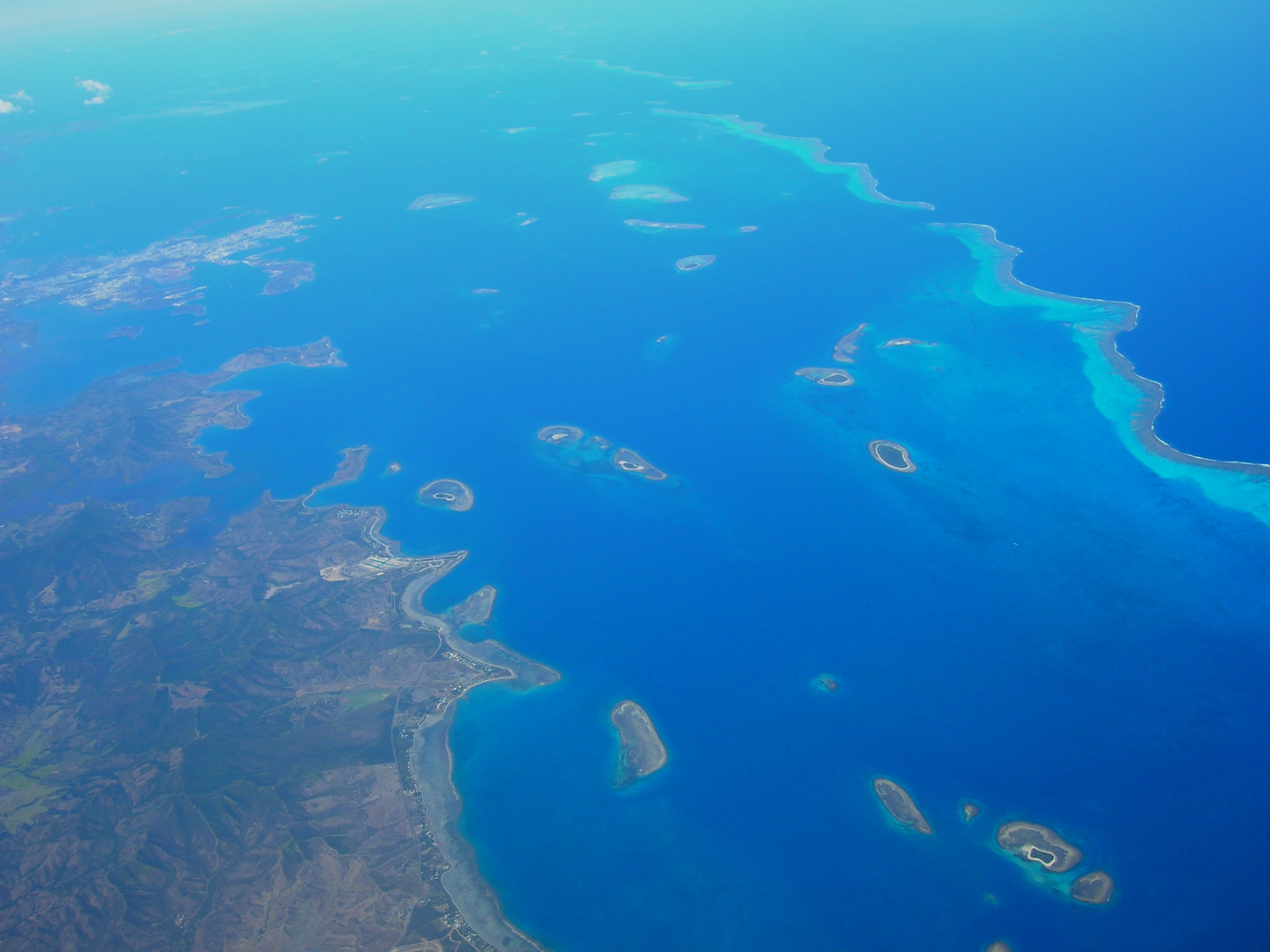
Parte da lagoa, próximo a Dumbéa e Païta.
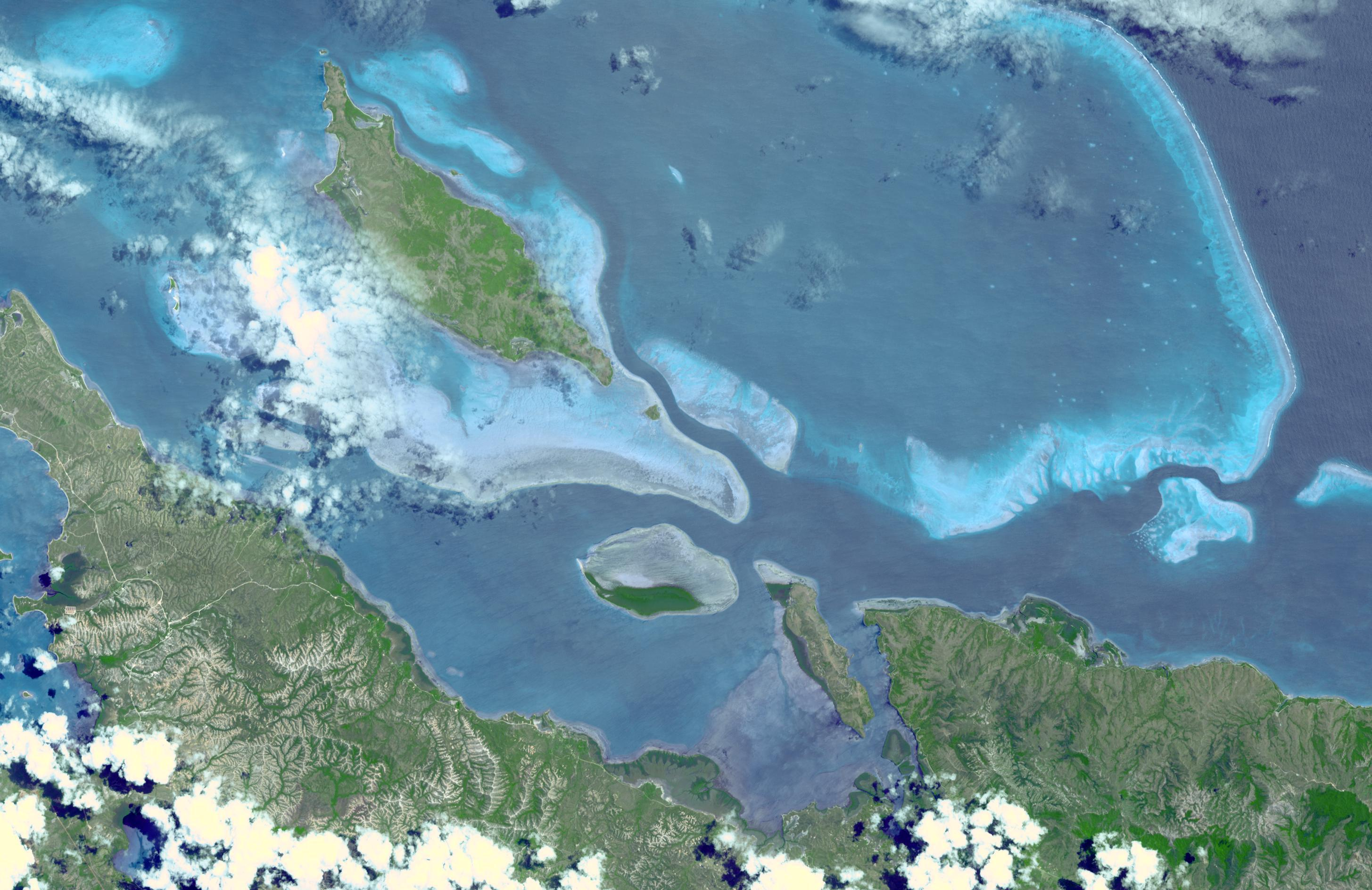
Imagens espaciais das lagoas.